# Playa de la Misericordia

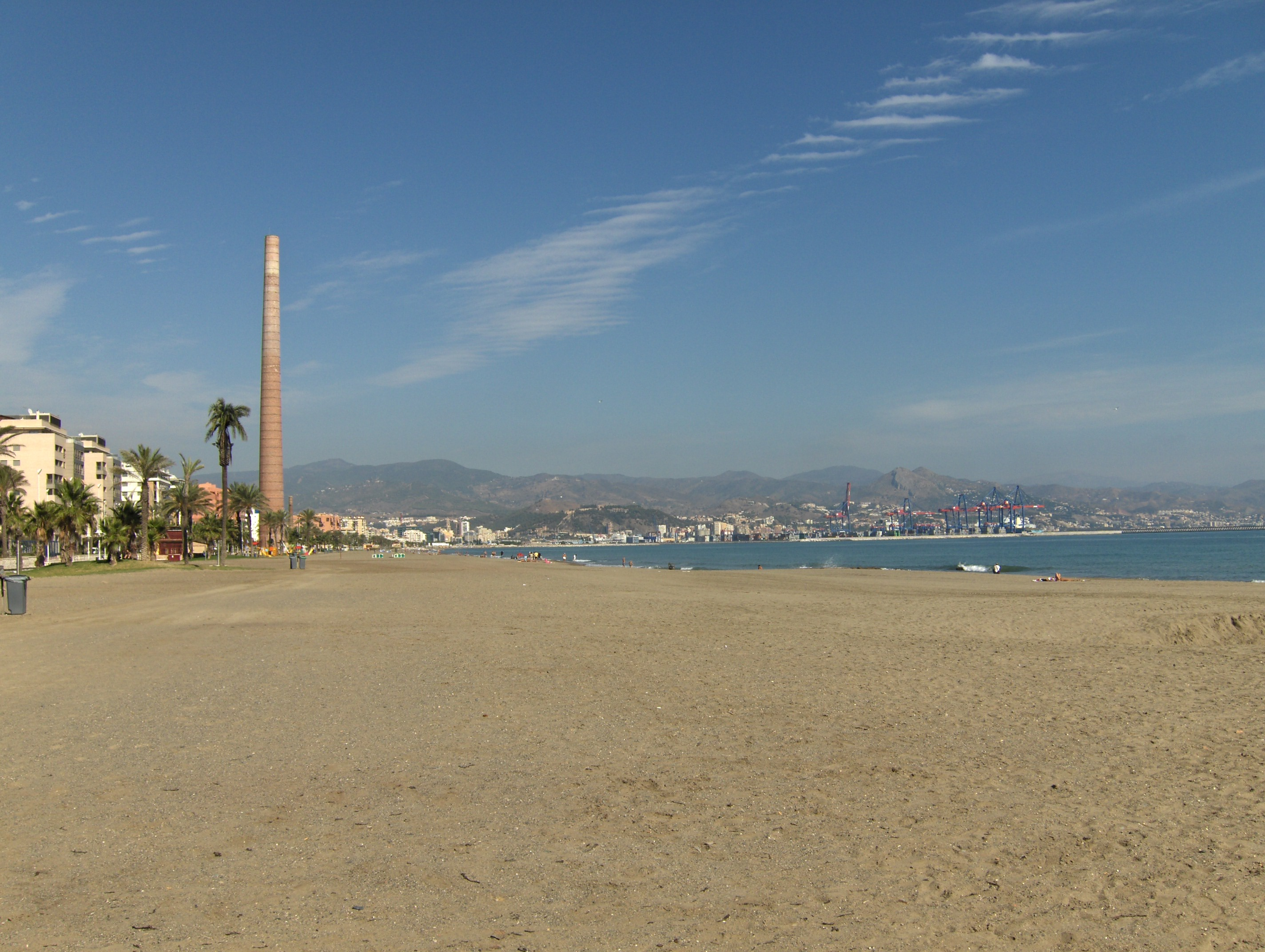
La Misericordia beach, Málaga, Spain

La playa de la Misericordia es una playa de la ciudad de Málaga en Andalucía, España. Se trata de una playa urbana de arena oscura situada en el litoral oeste de la ciudad, en el Distrito Carretera de Cádiz, entre las playas de Sacaba y Huelin. Con unos 1200 metros de longitud y unos 30 metros de anchura media, es una de las playas más populares de la capital malagueña. Cuenta  con servicios de papeleras, duchas, recogida de residuos, alquiler de sombrillas y hamacas, etc.
Esta playa destaca por la antigua chimenea industrial (hoy aislada y restaurada) que la preside y es una de las playas donde se aprecia la llegada de la Ola del Melillero.

## Acreditaciones y galardones
- "Q" de Calidad Turística. Certificación emitida por el Instituto para la Calidad Turística española según la Norma UNE-ISO 13009:2016-playas (especificación de gestión de calidad turística) y la supervisión anual de la empresa auditora acreditada por la Entidad Nacional de Acreditación (ENAC, es la entidad designada por el Gobierno, para operar en España como el único Organismo Nacional de Acreditación). Desde el año 2008 la playa cuenta con este galardón.

- Sistema de gestión de la Accesibilidad Global del área de Playas del Ayuntamiento de Málaga según la norma UNE 170.001:2007, para la playa de la Misericordia, garantizando el uso y disfrute de esta playa a todo tipo de usuarios. Certificación anual por entidad acreditada por la ENAC. Desde el año 2008 la playa cuenta con este galardón.

- Bandera Verde Pediátrica. Este es un galardón solo existente en Italia y promovido por los pediatras del país. Es necesario disponer del aval de al menos treinta y cinco pediatras como requisito previo en la solicitud de este galardón. Desde el año 2018 la playa cuenta con ese galardón.

- Bandera Ecoplayas. Concedida por ATEGRUS (Asociación Técnica para la gestión de Residuos y Medio Ambiente que abarca todos los sistemas de gestión de residuos, aseo urbano y medio ambiente y reúne a los municipios, empresas y técnicos del sector con el fin de compartir sus experiencias e intercambiar criterios. Desde el año 2016 la playa cuenta con este galardón.

- Gestión de la calidad Área de Playas según la norma UNE- EN ISO 9001:2015. Desde el año 2008 la playa cuenta con este galardón.